# Funtington
Funtington – wieś w Anglii, w hrabstwie West Sussex, w dystrykcie Chichester. Leży 7 km na północny zachód od miasta Chichester i 88 km na południowy zachód od Londynu. W 2001 miejscowość liczyła 1438 mieszkańców.